# Ebdo
Cet article possède un paronyme, voir L'Hebdo (homonymie).
Ebdo est un hebdomadaire papier français publié du 12 janvier au 23 mars 2018 par la société Rollin Publications. 
La rédaction était dirigée par Patrick de Saint-Exupéry et Constance Poniatowski,. 

## Historique
En avril 2017, Rollin Publications (éditeur du trimestriel XXI et de 6 Mois) annonce le lancement en 2018 d'un nouvel hebdomadaire papier et payant, mais sans publicité. Une campagne de pré-abonnement est lancée en juillet 2017. En septembre 2017, une campagne de financement participatif est lancée et récolte 75 000 euros en 24 heures. À son terme, elle récolte 409 091 euros grâce à la contribution de 5 960 personnes. C'est alors la deuxième plus importante campagne de financement réussie sur la plateforme KissKissBankBank, après celle du film Demain. Le budget annuel du magazine s'élève à 15 millions d'euros. De septembre 2017 à juillet 2018, un bus itinérant doit traverser la France pour rencontrer les futurs lecteurs du journal.
Les cofondateurs Laurent Beccaria et Patrick de Saint-Exupéry s'engageaient à conserver 70 % du capital du journal pour préserver l'indépendance du support. Le directeur de la publication était Thierry Mandon. Le directeur chargé de la stratégie numérique était Maxime Guedj,.
La première édition du magazine paraît le 12 janvier 2018. À son lancement, Ebdo compte 8 300 préabonnés et a levé plus de 400 000 euros grâce à sa campagne de financement participatif,.
Le nom Ebdo sans « H » a été suggéré par un futur lecteur du journal. Ce « H » absent du titre est caché dans un article du magazine et il est proposé aux lecteurs de participer chaque semaine à un concours en le trouvant.

### Affaires et polémiques
En novembre 2017, le numéro zéro du journal titre sur les « 13 morts du Lévothyrox cachées par les autorités françaises », repris par Le Figaro puis suivi par l'ensemble des médias, avec une éthique journalistique dénoncée par le Journal international de médecine (JIM) dans un article publié le 30 novembre 2017 : comme il est indiqué dans un article publié le 15 décembre 2017 sur le site de l’Association Française pour l’Information Scientifique (Afis) qui renvoie notamment à l’article du JIM, statistiquement, ce nombre de décès correspond au nombre attendu de morts naturelles parmi les personnes prenant du Lévothyrox. Cependant, le titre et une grande partie de l'article d’Ebdo attribuent sans précaution ces morts au médicament. Dans l'article cité (visible dans un Tweet d'Ebdo publié le 29 novembre 2017,), il est précisé que le lien de cause à effet entre la prise du médicament et le décès n'est pas établi : « Bien sûr, beaucoup de ces patients prenaient d'autres traitements en plus du Levothyrox. Bien sûr, tous n'ont pas eu d'autopsie. Bien sûr, pour chacun d'entre eux, le lien de cause à effet entre la prise du médicament et le décès reste à établir formellement », mais ni le titre du Tweet ni le reste de l'article, rédigés sur le mode du scandale sanitaire, ne tenait clairement compte de cette réserve. 
Peu après son lancement, dans son no 5, le journal est au centre d'une polémique en révélant l'existence d'une plainte pour viol contre le ministre Nicolas Hulot ayant fait l'objet d'un classement sans suite pour prescription. L'enquête elle-même est controversée et soulève des débats sur l'éthique journalistique. L'article faisait allusion à Pascale Mitterrand, dont le nom a été dévoilé par Le Parisien sans son consentement, et à une plainte pour viol déposée en 2008 contre Nicolas Hulot. Ce dernier décide de porter plainte contre le journal pour diffamation. Il retirera finalement sa plainte le 26 décembre 2018. En décembre 2021, le journaliste Guillaume Erner, dans son émission Superfail sur France Culture, revient sur la polémique et pose la question suivante « Affaire Hulot : pourquoi n'a-t-on pas cru Ebdo ? ».

### Dépôt de bilan
À la suite de cette affaire, l'un des investisseurs se retire du journal — qui, en mars 2018, ne compte que 8 000 abonnés et dont les ventes s'effritent constamment — provoquant l’annulation d'une augmentation de capital de 2 millions d’euros et de crédits bancaires s'élevant à plusieurs millions,. 
Le 20 mars, BuzzFeed annonce le dépôt de bilan du journal. L'information est immédiatement démentie par la direction de Rollin Publications qui affirme que plusieurs options sont envisagées, le dépôt de bilan en étant une parmi d'autres. Le 22 mars, cependant, le compte Twitter de l'hebdomadaire révèle finalement que le numéro à paraître le lendemain, le numéro 11, sera le dernier, l'éditeur se déclarant en cessation de paiement. Les deux associés majoritaires Laurent Beccaria et Patrick de Saint-Exupéry publient un communiqué de presse où ils reconnaissent un échec commercial tout en déclarant  « Notre projet se voulait à contre-courant de la fatalité et du déclin de la presse : un hebdomadaire papier, indépendant, sans publicité, généraliste et accessible au plus grand nombre. ».
En mai 2018, La Revue dessinée, associée à l’éditeur Le Seuil annonce qu'elle reprend Rollin Publications, qui publie les revues XXI et 6 Mois.